# Йохан Ервайн фон Шьонборн
Йохан Ервайн фон Шьонборн (на немски: Johann Erwein von Schönborn; * 13 юли 1654; † 29 ноември 1705) е граф на Шьонборн.

## Произход и титла
Той е по-малък син (от 16 деца) на фрайхер Филип Ервайн фон Шьонборн (1607 – 1668) и съпругата му фрайин Мария Урсула фон Грайфенклау цу Фолрадс (1612 – 1682), дъщеря на фрайхер Хайнрих Грайфенклау фон Фолрадс (1577 – 1638) и Анна Мария цу Елц (1575 – 1640). Брат е на Мелхиор Фридрих фон Шьонборн-Буххайм (1644 – 1717), граф на Шьонборн-Буххайм, държавен министър на Курфюрство Майнц, и Лотар Франц фон Шьонборн (1655 – 1729), княжески епископ на Бамберг (1693 – 1729), курфюрст и архиепископ на Майнц (1695 – 1729). Майка му е племенница на Георг Фридрих фон Грайфенклау († 1629), архиепископ на Майнц и епископ на Вормс. Баща му е брат на Йохан Филип фон Шьонборн (1605 – 1673), курфюрст и архиепископ на Майнц, княжески епископ на Вюрцбург и епископ на Вормс.
На 5 август 1701 г. той става имперски граф.

## Фамилия
Първи брак: с графиня Мария Анна Магдалена Валдбот фон Басенхайм († 5 март 1719).
Втори брак: през 1702 г. с фрайин Мария Анна Валдбот фон Басенхайм († 30 април 1702).
Не е известно дали има деца.